# Capitania da Trindade
A Capitania da Trindade foi um breve capítulo na história da Ilha da Trindade, localizada na costa do atual estado do Espírito Santo. Em 1538, o rei João III concedeu a ilha como capitania ao fidalgo Belchior Camacho, por meio de uma carta de doação. Este documento representa a primeira manifestação formal da soberania portuguesa sobre a ilha. No entanto, apesar da doação, Belchior Camacho nunca ocupou a ilha, e a Capitania da Trindade nunca se tornou uma entidade administrativa ou econômica real.
Ao longo dos séculos XVII a XIX, a Ilha da Trindade foi palco de disputas entre Portugal e Inglaterra, sendo ocupada por breves períodos por ambos os países para fins científicos ou militares. Em 1825, com a independência do Brasil, a ilha foi definitivamente incorporada ao território brasileiro.